# استیون وولی
استیون وولی (انگلیسی: Stephen Woolley) (زاده ۳ سپتامبر ۱۹۵۶ در لندن) تهیه‌کننده فیلم و کارگردان اهل انگلستان است.

## نامزدی‌ها و جوایز
- نامزد جایزه اسکار بهترین فیلم بخاطر فیلم بازی گریه (۱۹۹۳)
- نامزد جایزه بفتای بهترین فیلم بخاطر فیلم پایان رابطه (۲۰۰۰)
- نامزد جایزه بفتای بهترین فیلم بخاطر فیلم مونا لیزا (۱۹۸۷)
- برنده جایزه الکساندر کوردا برای بهترین فیلم بریتانیا بخاطر فیلم بازی گریه (۱۹۹۳)

## فیلمشناسی
- بازی گریه (۱۹۹۲)
- مونا لیزا (۱۹۸۶)
- پایان رابطه (۱۹۹۹)